# Mimeresia libentina
Mimeresia libentina är en fjärilsart som beskrevs av William Chapman Hewitson 1866. Mimeresia libentina ingår i släktet Mimeresia och familjen juvelvingar. Inga underarter finns listade i Catalogue of Life.

## Bildgalleri

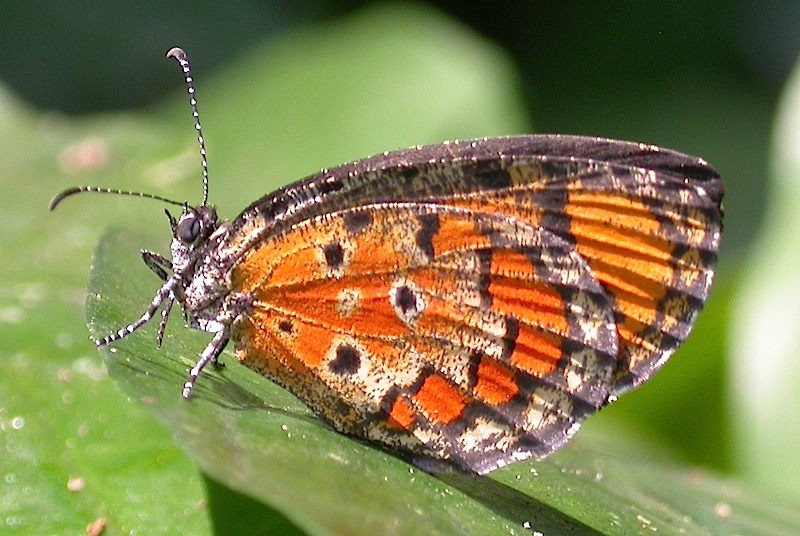